# Elecciones locales de Dinamarca de 2021
Las elecciones locales de Dinamarca de 2021 se llevaron a cabo en el 16 de noviembre de 2021 para los cinco consejos regionales y los 98 concejos municipales de Dinamarca. Todos los escaños municipales corresponden al mandato 2022-25, junto con los escaños en los cinco consejos regionales. En la elección anterior, hubo 2.432 escaños en los concejos municipales, en cambio, en 2021 hubo 2.436.

## Sistema electoral
Las elecciones municipales y regionales de Dinamarca se celebran cada cuatro años, siempre en el tercer martes de noviembre del año correspondiente. La duración del mandato de los consejeros regionales y concejales comienza el 1 de enero del año posterior a la elección y termina el 31 de diciembre del año de la elección siguiente.
Todos los mayores de 18 años con residencia permanente en el municipio o región tienen derecho a voto en las elecciones municipales y regionales, respectivamente. Sin embargo, para las personas que no son ciudadanos de un país de la Unión Europea, Islandia o Noruega, el derecho a voto está condicionado por una residencia permanente durante 4 años en el reino. Si se tiene el derecho a votar en las elecciones, también se tiene el derecho a presentarse como candidato, a menos que haya perdido su elegibilidad por una condena a prisión u otras razones presentes en la ley.
En los municipios, el número de concejales no es fijo ni igual para todos, sino que debe ser un número impar entre 9 y 31, con la excepción de Copenhague, cuyo ayuntamiento está compuesto por 55 personas. Si un concejo municipal desea modificar el número de asientos, debe cambiarse antes del 1 de agosto del año electoral, o sino entrará en ejercicio en el siguiente período. En los consejos regionales, el número de integrantes es 41 para todas las regiones.

## Resultados

### Elecciones regionales

#### Número de consejeros en los Consejos Regionales
| Partido | Partido                     | Escaños | Cambio |
| ------- | --------------------------- | ------- | ------ |
| A       | Socialdemócratas            | 64      | 6      |
| V       | Venstre                     | 54      | 0      |
| C       | Partido Popular Conservador | 31      | 16     |
| F       | Partido Popular Socialista  | 14      | 1      |
| Ø       | Alianza Roji-Verde          | 14      | 2      |
| B       | Partido Social Liberal      | 12      | 4      |
| D       | La Nueva Derecha            | 8       | 8      |
| O       | Partido Popular Danés       | 6       | 15     |
| K       | Demócratas Cristianos       | 1       | 0      |
| I       | Alianza Liberal             | 0       | 5      |
| Å       | La Alternativa              | 0       | 3      |
|         | Otros                       | 1       | 0      |
| Total   | Total                       | 205     |        |

#### Cambios de presidentes de los consejos regionales
De las cinco regiones, cuatro reeligieron al mismo presidente del consejo regional. El único cambio ocurrió en Jutlandia Septentrional, donde Mads Duedahl logró el cargo para la los partidos de derecha por primera vez desde la creación de la región. El candidato de Venstre recibió el apoyo del Partido Popular Conservador, la Nueva Derecha y el Partido Popular Danés.
| Presidentes de los consejos regionales salientes y entrantes |                     |                     |                   |                   |
| Región                                                       | Presidente saliente | Presidente saliente | Presidente electo | Presidente electo |
| Jutlandia Septentrional                                      | Ulla Astman         |                     |                   | Mads Duedahl      |
| Jutlandia Central                                            | Anders Kühnau       |                     |                   | Anders Kühnau     |
| Dinamarca del Sur                                            | Stephanie Lose      |                     |                   | Stephanie Lose    |
| Selandia                                                     | Heino Knudsen       |                     |                   | Heino Knudsen     |
| Región Capital                                               | Lars Gaardhøj       |                     |                   | Lars Gaardhøj     |

### Elecciones municipales
La participación en las elecciones municipales fue de un 67,2%, fue la tercera peor de los últimos 100 años, solo superada por 2009 y 1974. Se votaron los escaños para los 98 concejos municipales y como había ocurrido en los 100 años previos, los socialdemócratas fueron quienes obtuvieron la mayor cantidad de votos, pero con respecto a la elección anterior disminuyeron sus apoyos, al igual que Venstre que obtuvo el segundo lugar. La mayor pérdida de apoyo electoral lo sufrió el Partido Popular Danés que perdió más de la mitad de su votación de cuatro años antes. En cambio, el Partido Popular Conservador fue el partido con mayor aumento de votos, debido a un aumento en el apoyo popular en casi la totalidad de los municipios del país.
Al centrarse en municipios en particular, destaca que en Copenhague por primera vez en 112 años, los socialdemócratas no son la fuerza mayoritaria, aunque igualmente lograron mantener la alcaldía. Por otro lado, por primera vez desde 1909, los conservadores no lograron la alcaldía de Frederiksberg, dejando paso a los socialdemócratas. Por el contrario, en Bornholm, la votación de los socialdemócratas se derrumbó permitiendo que los conservadores lograran la alcaldía.

#### Número de concejales en los concejos municipales
| Suma de las 98 elecciones locales | Suma de las 98 elecciones locales | Suma de las 98 elecciones locales | Suma de las 98 elecciones locales | Suma de las 98 elecciones locales | Suma de las 98 elecciones locales |
| Partido                           | Partido                           | Votos                             | Votos                             | Escaños                           | Escaños                           |
| Partido                           | Partido                           | Porcentaje                        | ± pp                              | Número                            | Cambio                            |
| --------------------------------- | --------------------------------- | --------------------------------- | --------------------------------- | --------------------------------- | --------------------------------- |
| A                                 | Socialdemócratas                  | 28,4%                             | 4,0                               | 756                               | 86                                |
| V                                 | Venstre                           | 21,2%                             | 1,9                               | 620                               | 68                                |
| C                                 | Partido Popular Conservador       | 15,3%                             | 6,5                               | 403                               | 178                               |
| F                                 | Partido Popular Socialista        | 7,6%                              | 1,9                               | 168                               | 42                                |
| Ø                                 | Alianza Roji-Verde                | 7,3%                              | 1,4                               | 114                               | 12                                |
| B                                 | Partido Social Liberal            | 5,6%                              | 1,0                               | 94                                | 14                                |
| O                                 | Partido Popular Danés             | 4,1%                              | 4,7                               | 91                                | 130                               |
| D                                 | La Nueva Derecha                  | 3,6%                              | 2,7                               | 64                                | 63                                |
| K                                 | Demócratas Cristianos             | 0,8%                              | 0,3                               | 12                                | 3                                 |
| S                                 | Partido de Schleswig              | 0,3%                              | 0,0                               | 10                                | 0                                 |
| I                                 | Alianza Liberal                   | 1,4%                              | 0,9                               | 9                                 | 19                                |
| Å                                 | La Alternativa                    | 0,7%                              | 1,5                               | 5                                 | 15                                |
| G                                 | Partido Vegano                    | 0,2%                              | Nuevo                             | 0                                 | Nuevo                             |
|                                   | Otros                             | 3,6%                              | 0,4                               | 90                                | 12                                |
| Total                             |                                   |                                   |                                   |                                   |                                   |

| Partido                                                        | Municipio       | Escaños |
| -------------------------------------------------------------- | --------------- | ------- |
| Lista Tønder (Tønder Listen)                                   | Tønder          | 9       |
| Lista Gulborgsund (Guldborgsundlisten)                         | Guldborgsund    | 7       |
| Lista Local Nuevo Egedal (Lokallisten Ny Egedal)               | Egedal          | 4       |
| Nuevo Gribskov (nytgribskov)                                   | Gribskov        | 4       |
| Nuevo Odsherred (Nyt Odsherred)                                | Odsherred       | 4       |
| Lista Común Social - Rebild (Den Sociale Fællesliste - Rebild) | Rebild          | 4       |
| Lista de Ciudadanos (Borgerlisten)                             | Tønder          | 3       |
| Asociación multipartidista (Tværpolitisk Forening)             | Dragør          | 3       |
| Lista Ishøj (Ishøjlisten)                                      | Ishøj           | 3       |
| Nuestro Solrød (VoresSolrød)                                   | Solrød          | 3       |
| ÆrøPlus (ÆrøPlus)                                              | Ærø             | 3       |
| Lista Bornholm (Bornholmerlisten)                              | Bornholm        | 2       |
| Lista de Ciudadanos (Borgerlisten)                             | Herning         | 2       |
| Lista de la Ciudad (Bylisten)                                  | Glostrup        | 2       |
| Lista Común (Fælleslisten)                                     | Ikast-Brande    | 2       |
| Puente Este (Østbroen)                                         | Randers         | 2       |
| Lista Local (Lokallisten)                                      | Rudersdal       | 2       |
| Lista de Ciudadanos de Læsø (Læsø Borgerliste)                 | Læsø            | 2       |
| Nuevo Stevns (Nyt Stevns)                                      | Stevns          | 2       |
| Lista Skive (Skive-Listen)                                     | Skive           | 2       |
| Tu voz (Din Stemme)                                            | Lolland         | 2       |
| Annelise Madsen (Annelise Madsen)                              | Ishøj           | 1       |
| Lista de Ciudadanos (Borgerlisten)                             | Brønderslev     | 1       |
| Lista Común (Fælleslisten)                                     | Vordingborg     | 1       |
| Equilibrio Democrático (Demokratisk Balance)                   | Morsø           | 1       |
| Lista de los Fiordos (Fjordlandslisten)                        | Frederikssund   | 1       |
| Lista Havdrup (Havdruplisten)                                  | Solrød          | 1       |
| Lista Hvidovre (Hvidovrelisten)                                | Hvidovre        | 1       |
| Lista de Ciudadanos Liberales (Liberal Borgerliste)            | Vejen           | 1       |
| Lista Local (Lokallisten)                                      | Faxe            | 1       |
| Lista Local Faaborg-Midtfyn (Lokallisten Faaborg-Midtfyn)      | Faaborg-Midtfyn | 1       |
| Lista Local Gladsaxe (Lokallisten Gladsaxe)                    | Gladsaxe        | 1       |
| Lista Local Jammerbugt (Lokallisten Jammerbugt)                | Jammerbugt      | 1       |
| Lista Local Lolland (Lokallisten Lolland)                      | Lolland         | 1       |
| Foro Político Local (Lokalpolitisk Forum)                      | Billund         | 1       |
| Lista Nakskov (Nakskov Listen)                                 | Lolland         | 1       |
| Lista de Residentes (Beboerlisten)                             | Randers         | 1       |
| Conservadores Sociales (SocialKonservative)                    | Hørsholm        | 1       |
| Lista Amager Sur (Sydamagerlisten)                             | Dragør          | 1       |
| Lista Tårnby (Tårnby Listen)                                   | Tårnby          | 1       |
| Lista Vesthimmerland (VestHimmerlandsListen)                   | Vesthimmerland  | 1       |
| La Lista de Bienestar (Velfærdslisten)                         | Randers         | 1       |
| Futuro de Ærø (Ærøs Fremtid)                                   | Ærø             | 1       |
| Ærø en el Centro (Ærø i Centrum)                               | Ærø             | 1       |
| Total                                                          |                 |         |

#### Alcaldes de los municipios
Los alcaldes (danés: Borgmester; plural: Borgmestre) de los 98 municipios encabezan las reuniones del consejo y son el presidente del comité de finanzas en cada uno de sus respectivos municipios. Solo en Copenhague, este alcalde, jefe del comité de finanzas y las reuniones del consejo, se llama Lord Alcalde (en danés: Overborgmester).

Partido ganador de la alcaldía en cada municipio y de la presidencia en los consejos regionales. Los tonos intensos muestran cambios de partido, los tonos suaves muestran donde no hubo cambio con respecto a la elección anterior.

| Alcaldes después de las elecciones |                             |        |        |
| Partido                            | Partido                     | Número | Cambio |
|                                    | Socialdemócratas            | 43     | 4      |
|                                    | Venstre                     | 35     | 2      |
|                                    | Partido Popular Conservador | 14     | 6      |
|                                    | Partido Popular Socialista  | 2      | 1      |
|                                    | Alianza Liberal             | 1      | 1      |
|                                    | Partido de Schleswig        | 1      | 1      |
|                                    | Partido Social Liberal      | 1      | 0      |
|                                    | Partidos locales            | 1      | 1      |
|                                    | La Alternativa              | 0      | 1      |
|                                    | Partido Popular Danés       | 0      | 1      |

### Antiguos y nuevos alcaldes de los municipios
El mandato de los alcaldes elegidos por la mayoría de concejales entre sus miembros en cada consejo municipal es el mismo que el de los concejos electos, a saber, del 1 de enero de 2022 al 31 de diciembre de 2025. El nombre correcto para el municipio en la isla Bornholm es Municipio regional, porque el municipio también se encarga de varias tareas que no llevan a cabo los demás municipios daneses sino las regiones. La tabla muestra los alcaldes y alcaldesas acordados entre los concejales electos de cada municipio ordenados alfabéticamente según su nombre oficial en danés, hay que remarcar que los puestos estarán confirmados oficialmente una vez que ocurra la votación en cada municipio durante diciembre de 2021.
| Alcaldes salientes y entrantes |                             |                  |                |                             |
| Municipio                      | Alcalde saliente            | Alcalde saliente | Alcalde electo | Alcalde electo              |
| Albertslund                    | Steen Christiansen          |                  |                | Steen Christiansen          |
| Allerød                        | Karsten Längerich           |                  |                | Karsten Längerich           |
| Assens                         | Søren Steen Andersen        |                  |                | Søren Steen Andersen        |
| Ballerup                       | Jesper Würtzen              |                  |                | Jesper Würtzen              |
| Billund                        | Ib Kristensen               |                  |                | Stephanie Storbank          |
| Bornholm                       | Winni Grosbøll              |                  |                | Jacob Trøst                 |
| Brøndby                        | Kent Max Magelund           |                  |                | Kent Max Magelund           |
| Brønderslev                    | Mikael Klitgaard            |                  |                | Mikael Klitgaard            |
| Dragør                         | Eik Dahl Bidstrup           |                  |                | Kenneth Gøtterup            |
| Egedal                         | Karsten Søndergaard         |                  |                | Vicky Holst Rasmussen       |
| Esbjerg                        | Jesper Frost                |                  |                | Jesper Frost                |
| Fanø                           | Sofie Valbjørn              |                  |                | Frank Jensen                |
| Favrskov                       | Nils Borring                |                  |                | Lars Storgaard              |
| Faxe                           | Ole Vive                    |                  |                | Ole Vive                    |
| Fredensborg                    | Thomas Lykke Pedersen       |                  |                | Thomas Lykke Pedersen       |
| Fredericia                     | Steen Wrist                 |                  |                | Steen Wrist                 |
| Frederiksberg                  | Simon Aggesen               |                  |                | Michael Vindfeldt           |
| Frederikshavn                  | Birgit Stenbak Hansen       |                  |                | Birgit Stenbak Hansen       |
| Frederikssund                  | John Schmidt Andersen       |                  |                | Tina Tving Stauning         |
| Furesø                         | Ole Bondo Christensen       |                  |                | Ole Bondo Christensen       |
| Faaborg-Midtfyn                | Hans Stavnsager             |                  |                | Hans Stavnsager             |
| Gentofte                       | Hans Toft                   |                  |                | Michael Fenger              |
| Gladsaxe                       | Trine Græse                 |                  |                | Trine Græse                 |
| Glostrup                       | John Engelhardt             |                  |                | Kasper Damsgaard            |
| Greve                          | Pernille Beckmann           |                  |                | Pernille Beckmann           |
| Gribskov                       | Anders Gerner Frost         |                  |                | Bent Hansen                 |
| Guldborgsund                   | John Brædder                |                  |                | Simon Hansen                |
| Haderslev                      | H.P. Geil                   |                  |                | Mads Skau                   |
| Halsnæs                        | Steffen Jensen              |                  |                | Steffen Jensen              |
| Hedensted                      | Kasper Glyngø               |                  |                | Ole Vind                    |
| Elsinor                        | Benedikte Kiær              |                  |                | Benedikte Kiær              |
| Herlev                         | Thomas Gyldal Petersen      |                  |                | Thomas Gyldal Petersen      |
| Herning                        | Lars Krarup                 |                  |                | Dorte West                  |
| Hillerød                       | Kirsten Jensen              |                  |                | Kirsten Jensen              |
| Hjørring                       | Arne Boelt                  |                  |                | Søren Smalbro               |
| Holbæk                         | Christina Krzyrosiak Hansen |                  |                | Christina Krzyrosiak Hansen |
| Holstebro                      | H.C. Østerby                |                  |                | H.C. Østerby                |
| Horsens                        | Peter Sørensen              |                  |                | Peter Sørensen              |
| Hvidovre                       | Helle Moesgaard Adelborg    |                  |                | Anders Wolf Andresen        |
| Høje-Taastrup                  | Michael Ziegler             |                  |                | Michael Ziegler             |
| Hørsholm                       | Morten Slotved              |                  |                | Morten Slotved              |
| Ikast-Brande                   | Ib Boye Lauritsen           |                  |                | Ib Boye Lauritsen           |
| Ishøj                          | Ole Bjørstorp               |                  |                | Merete Amdisen              |
| Jammerbugt                     | Mogens Gade                 |                  |                | Mogens Gade                 |
| Kalundborg                     | Martin Damm                 |                  |                | Martin Damm                 |
| Kerteminde                     | Kasper Olesen               |                  |                | Kasper Olesen               |
| Kolding                        | Jørn Pedersen               |                  |                | Knud Erik Langhoff          |
| Copenhague                     | Lars Weiss                  |                  |                | Sophie Hæstorp Andersen     |
| Køge                           | Marie Stærke                |                  |                | Marie Stærke                |
| Langeland                      | Tonni Hansen                |                  |                | Tonni Hansen                |
| Lejre                          | Carsten Rasmussen           |                  |                | Tina Mandrup                |
| Lemvig                         | Erik Flyvholm               |                  |                | Erik Flyvholm               |
| Lolland                        | Holger Schou Rasmussen      |                  |                | Holger Schou Rasmussen      |
| Lyngby-Taarbæk                 | Sofia Osmani                |                  |                | Sofia Osmani                |
| Læsø                           | Karsten Nielsen             |                  |                | Tobias Birch Johansen       |
| Mariagerfjord                  | Mogens Jespersen            |                  |                | Mogens Jespersen            |
| Middelfart                     | Johannes Lundsfryd Jensen   |                  |                | Johannes Lundsfryd Jensen   |
| Morsø                          | Hans Ejner Bertelsen        |                  |                | Hans Ejner Bertelsen        |
| Norddjurs                      | Jan Petersen                |                  |                | Kasper Bjerregaard          |
| Fiona Septentrional            | Morten Andersen             |                  |                | Morten Andersen             |
| Nyborg                         | Kenneth Muhs                |                  |                | Kenneth Muhs                |
| Næstved                        | Carsten Rasmussen           |                  |                | Carsten Rasmussen           |
| Odder                          | Uffe Jensen                 |                  |                | Lone Jakobi                 |
| Odense                         | Peter Rahbæk Juel           |                  |                | Peter Rahbæk Juel           |
| Odsherred                      | Thomas Adelskov             |                  |                | Karina Vincentz Andersen    |
| Randers                        | Torben Hansen               |                  |                | Torben Hansen               |
| Rebild                         | Leon Sebbelin               |                  |                | Jesper Greth                |
| Ringkøbing-Skjern              | Hans Østergaard             |                  |                | Hans Østergaard             |
| Ringsted                       | Henrik Hvidesten            |                  |                | Henrik Hvidesten            |
| Roskilde                       | Tomas Breddam               |                  |                | Tomas Breddam               |
| Rudersdal                      | Jens Ive                    |                  |                | Ann Sofie Orth              |
| Rødovre                        | Erik Nielsen                |                  |                | Britt Jensen                |
| Samsø                          | Marcel Meijer               |                  |                | Søren Wiese                 |
| Silkeborg                      | Steen Vindum                |                  |                | Helle Gade                  |
| Skanderborg                    | Frands Fischer              |                  |                | Frands Fischer              |
| Skive                          | Peder Chr. Kirkegaard       |                  |                | Peder Chr. Kirkegaard       |
| Slagelse                       | John Dyrby Paulsen          |                  |                | Knud Vincents               |
| Solrød                         | Niels Emil Hörup            |                  |                | Emil Blücher                |
| Sorø                           | Gert Jørgensen              |                  |                | Gert Jørgensen              |
| Stevns                         | Anette Mortensen            |                  |                | Henning Urban Dam           |
| Struer                         | Niels Viggo Lynghøj         |                  |                | Mads Jakobsen               |
| Svendborg                      | Bo Hansen                   |                  |                | Bo Hansen                   |
| Syddjurs                       | Ole Bollesen                |                  |                | Michael Stegger Jensen      |
| Sønderborg                     | Erik Lauritzen              |                  |                | Erik Lauritzen              |
| Thisted                        | Ulla Vestergaard            |                  |                | Niels Jørgen Toft Pedersen  |
| Tønder                         | Henrik Frandsen             |                  |                | Jørgen Popp Petersen        |
| Tårnby                         | Allan Andersen              |                  |                | Allan Andersen              |
| Vallensbæk                     | Henrik Rasmussen            |                  |                | Henrik Rasmussen            |
| Varde                          | Erik Buhl                   |                  |                | Mads Sørensen               |
| Vejen                          | Egon Fræhr                  |                  |                | Frank Schmidt-Hansen        |
| Vejle                          | Jens Ejner Christensen      |                  |                | Jens Ejner Christensen      |
| Vesthimmerland                 | Per Bach Laursen            |                  |                | Per Bach Laursen            |
| Viborg                         | Ulrik Wilbek                |                  |                | Ulrik Wilbek                |
| Vordingborg                    | Mikael Smed                 |                  |                | Mikael Smed                 |
| Ærø                            | Ole Wej Petersen            |                  |                | Peter Hansted               |
| Aabenraa                       | Thomas Andresen             |                  |                | Jan Riber Jakobsen          |
| Aalborg                        | Thomas Kastrup Larsen       |                  |                | Thomas Kastrup Larsen       |
| Aarhus                         | Jacob Bundsgaard            |                  |                | Jacob Bundsgaard            |